# Bilka, Trosteaneț
Bilka (în ucraineană Білка) este localitatea de reședință a comunei Bilka din raionul Trosteaneț, regiunea Sumî, Ucraina.

## Demografie
Componența lingvistică a localității Bilka
     Ucraineană (96,83%)
     Rusă (2,86%)
     Alte limbi (0,19%)
Conform recensământului din 2001, majoritatea populației localității Bilka era vorbitoare de ucraineană (96,83%), existând în minoritate și vorbitori de rusă (2,86%).